# Puma Noir

Puma Noir est une série de bande dessinée publiée entre autres dans les revue Atémi et Capt'ain Swing. 
Dans cette bande dessinée, Puma Noir est un catcheur d'origine amérindienne (plus précisément séminole). Dans la plupart des épisodes, il affronte d'autres catcheurs lors de matchs de catch. C'est un homme pondéré, qui veut gagner ses matchs loyalement, en respectant les règles. 
Au début de ses aventures, il a comme manager et ami Bill McLean, avec qui il fait des combats en double, ainsi qu'un autre catcheur appelé "Le Clown".
Il est parfois accompagné de son manager, un fidèle ami dénommé Bôbô Lafleur, un hippie, flanqué de son pingouin, relativement frêle ; cet ami s'indigne facilement, et Puma Noir essaie de le convaincre de faire preuve de plus de modération.
Dans ses dialogues, Puma Noir s'exprime comme un stéréotype d'amérindien, ponctuant ses phrases de nombreux « ugh ».
Parmi les dessinateurs de Puma Noir, il y a Leone Cimpellin et Joseph Garcia.

## Bande dessinée comparable
À la même époque (dans les années 1970), et dans le même type de revue, il y avait un autre personnage de catcheur Kid Pharaon, avec le même caractère pondéré et loyal que Puma Noir. Il s'agissait cette fois d'un ancien pharaon, et non d'un Amérindien.